# Liste der Kulturdenkmäler in Kalenborn-Scheuern
In der Liste der Kulturdenkmäler in Kalenborn-Scheuern sind alle Kulturdenkmäler der rheinland-pfälzischen Ortsgemeinde Kalenborn-Scheuern aufgeführt. Grundlage ist die Denkmalliste des Landes Rheinland-Pfalz (Stand: 17. Juli 2023).

## Einzeldenkmäler
| Bezeichnung                                              | Lage                                          | Baujahr                                       | Beschreibung                                                                                      | Bild                           |
| -------------------------------------------------------- | --------------------------------------------- | --------------------------------------------- | ------------------------------------------------------------------------------------------------- | ------------------------------ |
| Kriegerdenkmal                                           | Kalenborn, Hauptstraße, auf dem Friedhof Lage | 1920er Jahre                                  | Kriegerdenkmal 1914/18, wohl nach dem Zweiten Weltkrieg erweitert                                 | BW                             |
| Katholische Filialkapelle St. Ignatius und St. Wendelin  | Kalenborn, Hauptstraße 9 Lage                 | 1552                                          | kleiner Saalbau, bezeichnet 1552 und 1642                                                         | weitere Bilder Fotos hochladen |
| Katholische Filialkirche St. Laurentius und St. Matthias | Scheuern, Hauptstraße Lage                    | 1629                                          | kleiner gotisierender Saalbau, 1629                                                               | weitere Bilder Fotos hochladen |
| Wohnhaus                                                 | Scheuern, Hillesheimer Straße 13 Lage         | Ende des 18. oder Anfang des 19. Jahrhunderts | stattliches barockes Wohnhaus, Ende des 18. oder Anfang des 19. Jahrhunderts, Backofenvorbau      | BW                             |
| Wegekapelle                                              | Scheuern, nördlich des Ortes Lage             | 18. oder 19. Jahrhundert                      | Saalbau, 18. oder 19. Jahrhundert; neugotischer Altar; Schaftkreuz, Rotsandstein, bezeichnet 1695 | weitere Bilder Fotos hochladen |